# Bancarevo
Bancarevo (izvirno srbsko Банцарево) je naselje v Srbiji, ki upravno spada pod Občino Niška Banja; slednja pa je del Niškega upravnega okraja.

## Demografija
V naselju, katerega izvirno (srbsko-cirilično) ime je Банцарево, živi 115 polnoletnih prebivalcev, pri čemer je njihova povprečna starost 64,5 let (61,4 pri moških in 67,6 pri ženskah). Naselje ima 58 gospodinjstev, pri čemer je povprečno število članov na gospodinjstvo 2,00.
To naselje je popolnoma srbsko (glede na rezultate popisa iz leta 2002), a v času zadnjih treh popisov je opazno zmanjšanje števila prebivalcev.
|  |

| Demografija | Demografija     | Demografija     |
| Leto        | Št. prebivalcev | Št. prebivalcev |
| ----------- | --------------- | --------------- |
|             |                 |                 |
|             |                 |                 |
|             |                 |                 |
|             |                 |                 |
| 1948        | 653             |                 |
| 1953        | 627             |                 |
| 1961        | 571             |                 |
| 1971        | 405             |                 |
| 1981        | 270             |                 |
| 1991        | 168             | 164             |
| 2002        | 116             | 116             |
|             |                 |                 |

| Etnična sestava po popisu iz leta 2002 | Etnična sestava po popisu iz leta 2002 | Etnična sestava po popisu iz leta 2002 | Etnična sestava po popisu iz leta 2002 | Etnična sestava po popisu iz leta 2002 |
| -------------------------------------- | -------------------------------------- | -------------------------------------- | -------------------------------------- | -------------------------------------- |
| Srbi                                   | Srbi                                   |                                        | 116                                    | 100,0%                                 |
| Neznano                                | Neznano                                |                                        | 0                                      | 0,0%                                   |